# Dewey Martin
Dewey Martin (30 de septiembre de 1940-31 de enero de 2009) nacido como Walter Milton Dwayne Midkiff, fue un baterista de rock canadiense, más conocido por su trabajo con Buffalo Springfield.

## Primeros años
Dewey Martin nació en Chesterville, Ontario, en 1940. Se crio allí y en los alrededores de Smiths Falls (Ontario) y Ottawa (Ontario). En Ottawa, asistió al Glebe Collegiate Institute, donde fue elegido "head boy".

## Carrera

### Primeros años
Martin empezó a tocar la batería cuando tenía unos 13 años. Su primera banda fue un grupo del instituto, The Jive Rockets, en el que también estaba el guitarrista Vern Craig, que más tarde sería miembro de The Staccatos. Pronto progresó y tocó con varios grupos de dance y rockabilly en la zona del valle de Ottawa, como Bernie Early & the Early Birds. A través del cantante de rock and roll Andy Wilson, un veterano de la escena del área de Ottawa, se le permitió una breve aparición como invitado cantando "Whole Lotta Shakin' Going On" respaldado por el grupo de Wilson, Larry Lee y los Leesures, durante la aparición de los Leesures como parte de un paquete de espectáculos de rock & roll en Ottawa a principios de la década de 1960. Un productor de Nashville quedó suficientemente impresionado y aceptó grabarlo en Nashville.

### Se traslada a Estados Unidos y a Nashville
Interrumpido por un breve período en el ejército de los Estados Unidos, los siguientes años de Martin se desarrollaron en Nashville, donde trabajó como baterista independiente (algunos dicen itinerante) para muchos artistas legendarios de la música Country, como Carl Perkins, The Everly Brothers, Patsy Cline, Charlie Rich, Faron Young, Roy Orbison, entre otros. En 1963, viajó a Las Vegas con la banda de Faron Young y luego a Los Ángeles (California), donde más tarde se dijo que le encantaba el clima y decidió quedarse. Sin embargo, varias giras también le llevaron fuera de la ciudad "de viaje".

### Sir Raleigh & The Coupons
A través de Mel Taylor de The Ventures, Martin comenzó a trabajar en el noroeste del Pacífico con un grupo llamado Lucky Lee & The Blue Diamonds. En noviembre de 1964, utilizó a algunos músicos locales para grabar su primer sencillo, una versión de "White Cliffs of Dover" respaldada por el original de la banda, "Somethin' or Other" para A&M Records, que se publicó bajo el nombre de Sir Raleigh & The Coupons.
Durante 1965 Sir Raleigh & The Coupons lanzaron dos sencillos más en A&M - "While I Wait" c/w "Somethin' or Other" y "Tomorrow's Gonna Be Another Day" c/w "Whitcomb Street" y un single para Tower - "Tell Her Tonight" c/w "If You Need Me".
Durante este periodo, Martin regresó a Los Ángeles y recogió al grupo local The Sons of Adam para que le apoyara como conjunto permanente de vuelta al Noroeste. La nueva formación actuó como telonera de The Beach Boys y Herman's Hermits durante este periodo.
Martin también grabó un último sencillo para Tower: "I Don't Want to Cry" c/w "Always", que se publicó en febrero de 1966. En 1980, el sello Picc-A-Dilly/First American reunió la mayor parte del material de The Sir Raleigh & The Coupons para el álbum de Dewey Martin, "One Buffalo Heard".

### The Standells, MFQ and The Dillards
De vuelta a Los Ángeles a finales de 1965, Martin pasó unos meses con The Standells cuando el baterista y cantante Dick Dodd se marchó. Cuando Dodd regresó en febrero de 1966, Martin se unió brevemente a The Modern Folk Quartet antes de hacer una gira y grabar una maqueta con The Dillards. A finales de marzo/principios de abril, Martin estaba trabajando con The Dillards en el Ice House de Pasadena cuando Doug Dillard le dijo que sus servicios ya no eran necesarios y le dio el número de teléfono de un nuevo grupo que necesitaba un batería. La banda era Buffalo Springfield.

### Buffalo Springfield
Martin fue el último miembro que se unió al legendario grupo en su fundación. Junto con Stephen Stills y Richie Furay, fue uno de los tres únicos músicos que permanecieron en el grupo desde su creación en abril de 1966 hasta su disolución el 5 de mayo de 1968. Durante su estancia en el grupo, Martin también hizo trabajos de sesión para The Monkees.
En concierto cantó versiones de "In The Midnight Hour" de Wilson Pickett y "Nobody's Fool" y "Good Time Boy" de Richie Furay. Esta última apareció en el segundo álbum de la banda, Buffalo Springfield Again. También cantó "Mr. Soul" de Neil Young como introducción a "Broken Arrow" de Young en el mismo álbum. Martin también hizo los coros en el mayor éxito de la banda, el clásico himno de rock político de Stephen Stills "For What It's Worth". La canción cuenta con una de las líneas de introducción de batería más icónicas jamás grabadas en el pop estadounidense.

### New Buffalo Springfield
Cuando la banda original se disolvió, Martin formó una nueva versión en septiembre de 1968. Bautizada como "New Buffalo Springfield", la formación estaba compuesta por los guitarristas Dave Price (suplente de Davy Jones en The Monkees) y Gary Rowles (hijo del pianista de jazz Jimmy Rowles); el bajista Bob Apperson; el batería Don Poncher; y el trompetista Jim Price, que más tarde se convertiría en uno de los mejores músicos de sesión para The Rolling Stones y Joe Cocker, entre otros.
La nueva banda realizó numerosas giras y apareció en el publicitado "Holiday Rock Festival" de San Francisco el 25 y 26 de diciembre, pero pronto se enfrentó a Stephen Stills y Neil Young, que emprendieron acciones legales para impedir que Martin utilizara el nombre de la banda.
En febrero de 1969, Martin y Dave Price formaron una segunda versión de New Buffalo Springfield con el guitarrista Bob "BJ" Jones y el bajista Randy Fuller, hermano de Bobby Fuller. La banda hizo algunas grabaciones tentativas con el productor Tom Dowd supervisando pero fueron desechadas. Actuaron en directo en el Easter Rock Festival de Fort Lauderdale, FL, el 1 de abril de 1969.
La segunda formación se amplió con otro guitarrista, Joey Newman, en junio de 1969, pero dos meses después Martin fue despedido y los miembros restantes continuaron como Blue Mountain Eagle.

### Medicine Ball
En septiembre de 1969 Martin firmó un contrato en solitario con Uni Records y grabó una versión de la canción favorita del country, "Jambalaya", con el as de la sesión y miembro de la TCB Band James Burton a la guitarra. Se publicó como sencillo con la composición de Martin "Ala-Bam" en la cara b.
A continuación, trabajó brevemente en un nuevo material con el guitarrista John Noreen, del grupo de folk-rock Rose Garden, pero en diciembre la pareja se había separado.
Martin formó entonces un nuevo grupo llamado Medicine Ball, que incluía a sus pilares, el guitarrista Billy Darnell y el pianista Pete Bradstreet, que más tarde grabó con la banda Electric Range. La banda también contó con los guitarristas Bob Stamps y Randy Fuller, y los bajistas Terry Gregg, Harvey Kagan y Steve Lefever. En agosto de 1970 se publicó un álbum, "Dewey Martin's Medicine Ball", en el que participaron el guitarrista Buddy Emmons y el ex bajista de Buffalo Springfield Bruce Palmer.
A finales de 1970 Martin y Darnell formaron una nueva versión de Medicine Ball con el pianista Charles Lamont y el bajista Tom Leavey e hicieron algunas grabaciones tentativas que posteriormente fueron desechadas.
Martin grabó entonces cinco temas con la TCB Band para RCA. Dos de las canciones -una versión de "Caress Me Pretty Music" de Alan O'Day y una versión de "There Must Be A Reason" de Joe Cocker y Chris Stainton- se publicaron como sencillo a principios de 1971. En junio de ese año, Martin viajó a Bakersfield, California, donde fue juez en una Batalla de Bandas patrocinada por una emisora de radio local. Allí descubrió a Bill Shaw Madness, cuyos miembros eran, además de Shaw (guitarra y voz), Mark Yeary (piano, órgano y voz), Lew Wilcox (bajo y voz), Daddy Ray Arvizu (saxos) y Eric Griffin (batería). Aquella noche, Martin contrató a Madness como su banda de acompañamiento, con la intención de hacer una gira en apoyo del material que había grabado para RCA. Tras varios meses de ensayos y dos actuaciones en Bakersfield, las diferencias creativas llevaron a Martin a regresar a Los Ángeles. Tras producir un álbum para Truk a finales de 1971, Martin se retiró de la industria musical para convertirse en mecánico de coches. A mediados de la década de 1970, volvió a su ciudad natal, Ottawa, a vivir con su madre y a interesarse por la carrera de un grupo local, Maxwell Train. Junto con Bruce Palmer, afincado en Toronto, trató de presentar el grupo a los contactos de la industria estadounidense, pero no salió nada sustancial del proyecto, aunque Martin permaneció en Estados Unidos.

### El renacimiento de los ochenta y más allá
A mediados de los 80, Martin trabajó brevemente con Pink Slip y la Meisner-Roberts Band. A finales de los 80, mientras estaba de gira con Roberts y Meisner, decidió quedarse unas noches más en San Antonio tras un concierto para los San Antonio Jaycees para ver a su amigo, el músico Augie Myers. Martin le dijo al productor de conciertos y músico Raven Alan St. John que le habían robado las camareras del hotel Sierra Royale Suites y que no podía pagar las noches extra. El hotel le compensó por dos noches más y despidió a una de las camareras.
También tocó con Buffalo Springfield Revisited, la banda formada por el bajista original, Bruce Palmer. A principios de la década de 1990, Martin revivió el manto bajo el nombre de "Buffalo Springfield Again" con Bruce Palmer y Joe Dickinson (padre de la cantante Laura Dickinson) para seguir trabajando en directo, pero se retiró alrededor de 1998. Desde entonces se dedicó a desarrollar su propia llanta de batería.
En 1997 Martin inventó y presentó una solicitud de patente para un tambor con un aro de tres partes que podía utilizarse para hacer tres sonidos diferentes de aro. Recibió la patente 5.834.667 sobre este tambor el 10 de noviembre de 1998; la patente se le concedió con su nombre legal, Walter M.D. Midkiff. En 1997, Dewey ingresó en el Salón de la Fama del Rock and Roll junto con Buffalo Springfield.
En 2008 Martin se unió al elenco del programa de radio en directo por Internet de Matt Alan, OUTLAW RADIO. Su personalidad única, sus fascinantes historias y su extravagante ingenio no tardaron en ganarse el cariño de la audiencia mundial del programa. El sábado 9 de febrero se emitió un homenaje especial de tres horas de duración al "Gran Dewey Martin", producido por Matt Alan y con homenajes de quienes le conocieron y amaron, como el productor discográfico John Hill, el autor Burl Barer, Prescott Niles de The Knack, Micky Dolenz de The Monkees, la leyenda de los medios de comunicación Shadoe Stevens y muchos más. El programa está disponible en los archivos de Outlawradiousa.com.

## Fallecimiento
Martin falleció el 31 de enero de 2009. Su cuerpo fue encontrado al día siguiente por un compañero de piso en su apartamento de Van Nuys. Su amiga de toda la vida, Lisa Lenes, dijo que Martin había tenido problemas de salud en años anteriores y que creía que había muerto por causas naturales. Tenía 68 años.